# Strada urbana

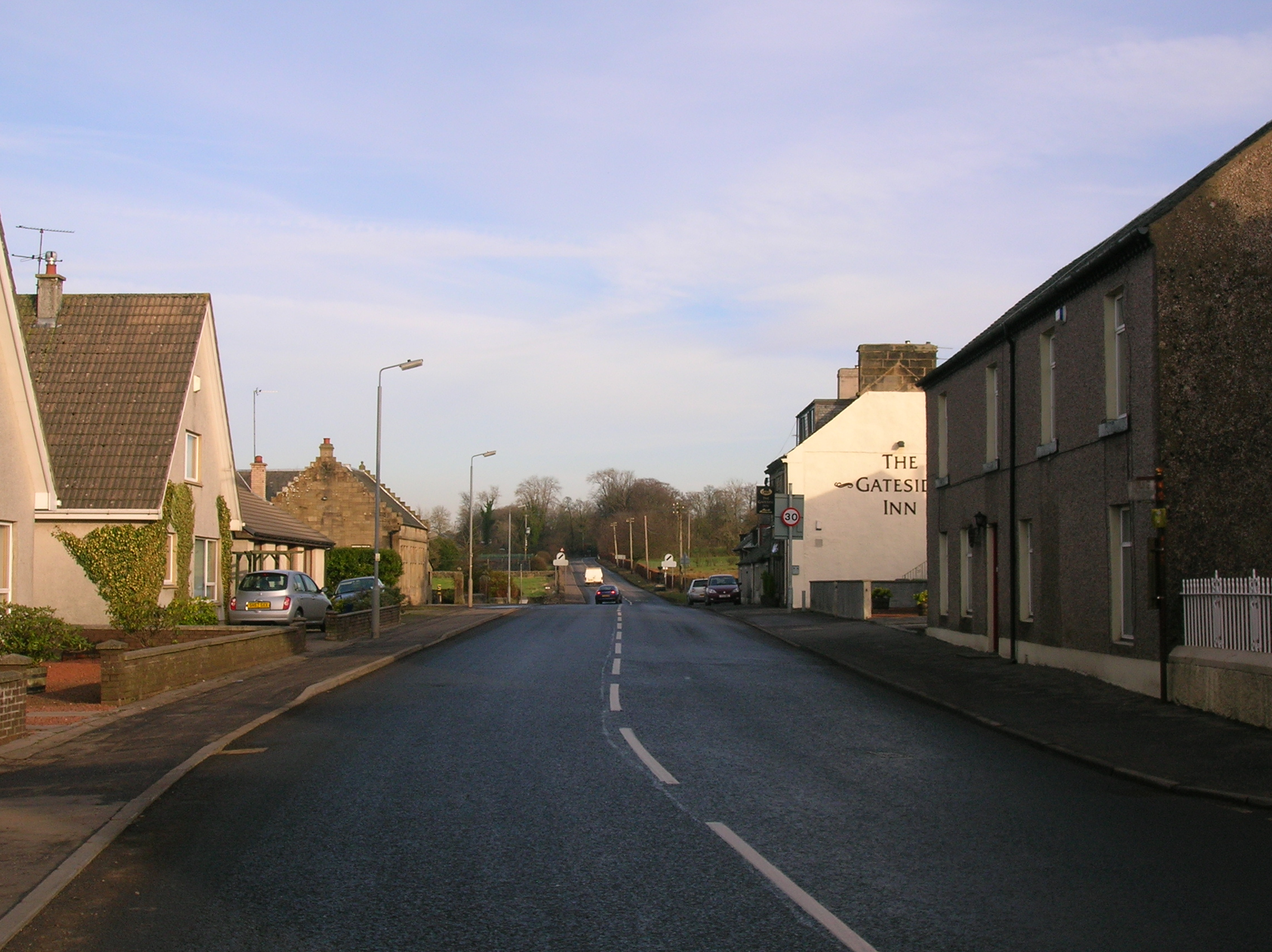
Strada urbana

Una strada urbana è una strada che attraversa un centro abitato.

## Norme
Le norme del codice della strada nazionale definiscono i limiti e le caratteristiche della strada urbana.

### In Italia
Strada urbana di quartiere: strada ad unica carreggiata con almeno due corsie, banchine pavimentate e marciapiedi; per la sosta sono previste aree attrezzate con apposita corsia di manovra, esterna alla carreggiata.
Strada urbana ciclabile: strada urbana ad unica carreggiata, con banchine pavimentate e marciapiedi, con limite di velocità non superiore a 30 km/h, definita da apposita segnaletica verticale ed orizzontale, con priorità per i velocipedi.»
(Decreto legislativo 30 aprile 1992, n. 285, articolo 2, in materia di "Nuovo codice della strada")
Strada urbana per il codice della strada italiano è quindi una classificazione tecnica.
Un'ulteriore suddivisione delle strade urbane è quella istituita ai sensi della Direttiva del Ministero dei Lavori Pubblici del 12 aprile 1995 pubblicata nella Gazzetta Ufficiale nº 146 del 24 giugno 1995. Questa suddivisione è valida per l'elaborazione dei Piani urbani del traffico dei centri abitati di vaste e modeste dimensioni e prevede le seguenti tipologie di strade urbane:
- strade di scorrimento veloce
- strade di scorrimento
- strade interquartiere
- strade di quartiere
- strade locali interzonali
- strade locali urbane

#### Limitazioni
Dal codice della strada l'articolo 142: Limiti di velocità il limite di velocità massimo è di 50 km/h, il quale può essere innalzato a 70 km/h quando le cui caratteristiche costruttive e funzionali lo consentano come in alcune strade urbane di scorrimento.

#### Delimitazione

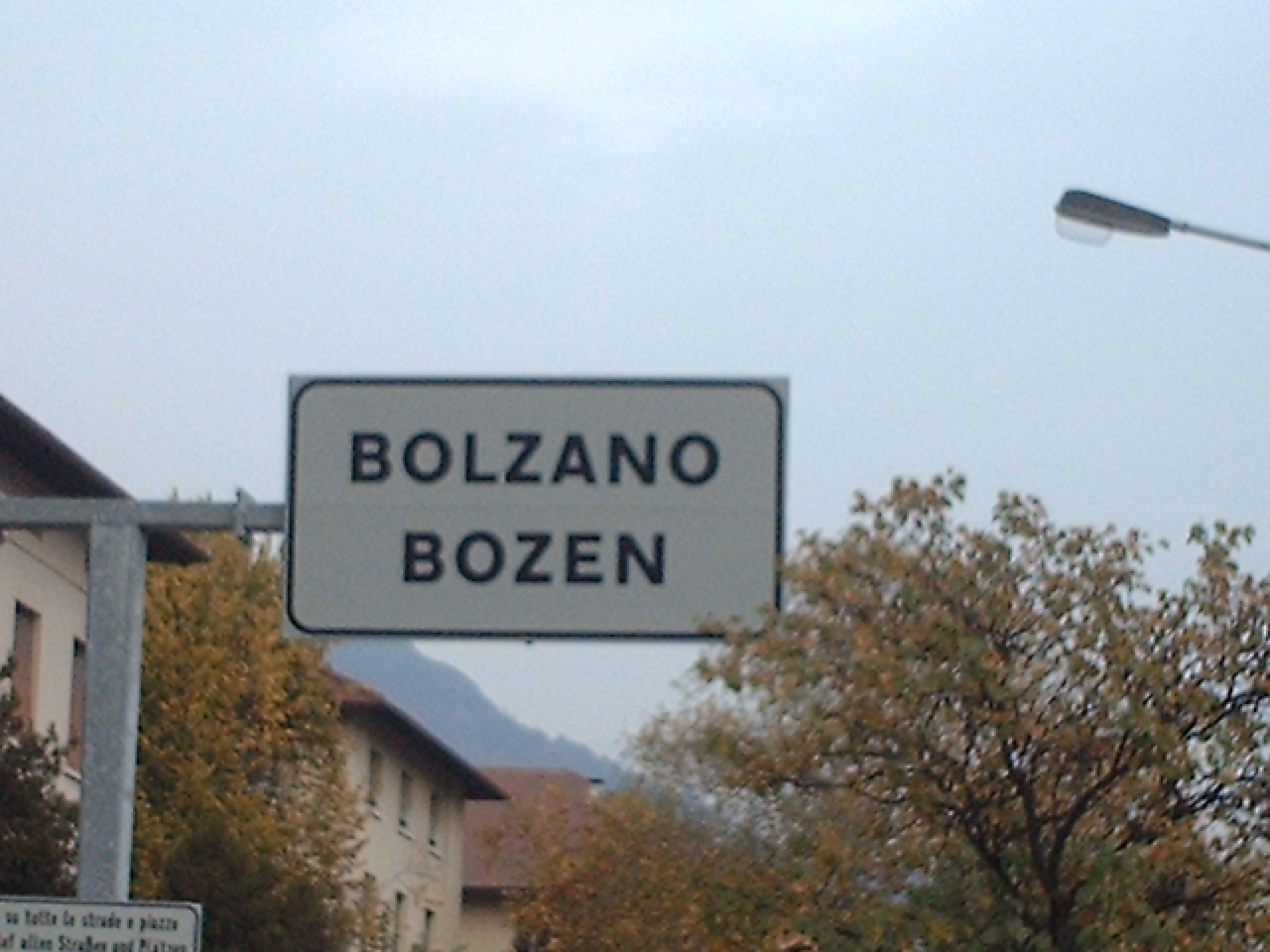
Segnale di inizio centro abitato: di conseguenza indica l'inizio di una strada urbana

Le strade urbane non sono contrassegnate da specifici segnali stradali del codice della strada italiano.
Tuttavia è possibile riconoscere l'inizio e la fine delle strade urbane dai segnali di inizio e fine centro o nucleo abitato (quei segnali rettangolari bianchi con le scritte nere recanti la scritta del comune, frazione o località; se sbarrato da una linea rossa indica la fine dell'abitato e di conseguenza la fine della strada urbana, se non sbarrato indica l'inizio della strada urbana ).
Per distinguere una strada urbana di quartiere da una strada urbana di scorrimento è necessario osservare se la strada è a carreggiate indipendenti o separate da spartitraffico.
In ogni caso non sempre una strada delimitata dai segnali di inizio e fine centro abitato è una strada urbana. Infatti può anche essere classificata come strada locale (categoria F), cioè una strada urbana per la quale mancano uno o più requisiti per poterla classificare come tale (ad esempio l'assenza dei marciapiedi).

#### Classificazione amministrativa
Le strade urbane sono strade comunali, cioè gestite dal comune che le nomina assegnandogli un nome proprio, di persona, di luoghi geografici ecc. (ad esempio via Adige).
Se la strada urbana di un centro abitato con popolazione inferiore ai 10 000 abitanti è parte di un itinerario di una strada statale, regionale o provinciale è di competenza rispettivamente dello Stato (tramite l'ANAS), della regione o della provincia.

### Altre tipologie
- Isola pedonale
- Pista ciclabile
- Strada
- Vicolo